# Joseph Dulac (botaniste)
Pour les articles homonymes, voir Joseph Dulac et Dulac.
Joseph Dulac, né le 5 mai 1827, mort en 1897, est un abbé, théologien, botaniste, mycologue et archéologue français.

## Biographie
Curé de Sauveterre puis chanoine titulaire de Tarbes, l'abbé Dulac inventorie et récolte les plantes supérieures et les champignons dans les Hautes-Pyrénées. Il s'intéresse aussi à la tératologie mycologique. En 1867, il publie une flore du département, à laquelle il envisage de joindre un inventaire des hyménomycètes.

## Publications
Généalogie de la famille de Briquet / l'abbé Dulac, Joseph (1827-1897). Auteur du texte
https://gallica.bnf.fr/ark:/12148/bpt6k3226731/f1.item.
- Flore du département des Hautes-Pyrénées (publiée pour la première fois) : Plantes vasculaires spontanées classification naturelle dichotomies pour arriver seul et sans maitre à la détermination des familles, des genres, des espèces, table complète étymologique, gravures dans le texte, carte géographique, Paris, F. Savy, 1867, xii+638 p.

On lui doit aussi une traduction (grec-français) des Œuvres de Saint Denys l'Aréopagite (Paris, 1865) et quelques contributions en archéologie.

## Biographie
- Ressources relatives à la recherche :   - Biodiversity Heritage Library
  - Harvard University Herbaria & Libraries
  - International Plant Names Index
- Notices d'autorité :   - VIAF
  - ISNI
  - BnF (données)
  - IdRef
  - Italie
  - Pays-Bas
  - NUKAT

Dulac est l’abréviation botanique standard de Joseph Dulac.
Consulter la liste des abréviations d'auteur en botanique ou la liste des plantes assignées à cet auteur par l'IPNI, la liste des champignons assignés par MycoBank, la liste des algues assignées par l'AlgaeBase et la liste des fossiles assignés à cet auteur par l'IFPNI.